# كاتو ميلي (بيريا)
كاتو ميلي (Κάτω Μέλεα) هي مدينة في بيريا في مقاطعة فوريا إلادا في اليونان.